# سریال (رادیو و تلویزیون)
سریال در تلویزیون، رادیو و رسانه خانگی، یک برنامهٔ ادامه‌دار است که پی‌درپی و به صورت قسمت به قسمت پخش می‌شود. سریال‌ها به‌طور معمول از قوس داستانی اصلی پیروی می‌کنند. در جهان، نمایش عامه‌پسند (سریال آبکی) (به انگلیسی: Soap Opera) برجسته‌ترین شکل سریالهای درام است.
سریال‌ها اساساً برمبنای پنهان کردن داستان استوار هستند، تا بتوانند با این کار مخاطبان خود را (که به‌صورت فصلی و دوره‌ای این مجموعه را پیگیری می‌کنند) حفظ کنند. برخی سریال‌ها، در پایان هر قسمت پخش‌شده خود، خلاصه‌ای از قسمت پیشین و بعدی را پخش می‌کنند. در سریال‌هایی که در رسانه خانگی پخش می‌شوند، به‌جای انتشار هر چند روز/هفته یک قسمت ممکن است یک فصل کامل یا یک نیم فصل یا چندین قسمت در یک روز منتشر شود. سریال‌های کوتاه‌تر که با عنوان تله‌نوولا شناخته می‌شوند نیز بیشتر در آمریکای لاتین به زبان اسپانیایی و پرتغالی تولید می‌شده‌اند.
بریکینگ بد، حمله به تایتان‌ها، چرنوبیل، جوخه برادران، بازی تاج‌وتخت، وایر، سوپرانوز و چیزهای عجیب پرهوادارترین درام‌ها تا ۲۰۲۰ هستند. سیمپسون‌ها، ساینفلد، چیرز، پارک‌ها و تفریحات و پرورش شکست‌خورده به عنوان سیت‌کام‌های پرهوادار شناخته شده‌اند و دووم پاترول، وانداویژن، سوپرگرل، فلش، استارگرل و پسرها نیز از برترین سریال‌های ابرقهرمانی بر پایهٔ گزارشی در ۲۰۲۱ بوده‌اند.
با توجه به این که هر سریال نیاز دارد که همهٔ توانش را برای گرفتن نگاه و توجه مخاطب در قسمت نخست بگذارد، برای ساخت یک سریال، هزینهٔ ساخت نخستین قسمت بیشتر از قسمت‌های دیگر است.

## پیشینه
ساخت سریال با پیدایش فیلم‌های ادامه‌دار (سریالی) در اوایل قرن بیستم آغاز شد.
در سال ۲۰۱۶ اعلام شد که بیش از یک دهه است که پردازش و ساختن سریال‌هایی دنباله‌دار با هدف پخش تلویزیونی و جهانی، برتری و گیرایی بیشتری از سینما پیدا کرده‌است و تهیه‌کنندگان، سرمایه‌گذاران و حکومت‌ها در روندی آرام، دارند از فیلم‌سازی به سریال‌سازی گذر می‌کنند. همچنین اعلام شد که با توجه به این که سریال‌های تلویزیونی تماشاگران پیگیرتری دارند، بازار اقتصادی و سیاسی بهتری نیز برای سودآوری سرمایه‌گذاران و سوداگری سیاستمداران می‌سازند.

## گونه‌ها

### روش پخش
یک سریال می‌تواند از تلویزیون، رادیو، اینترنت یا رسانه خانگی پخش شود. سریال‌هایی که از رسانه خانگی پخش می‌شوند، افزون بر انتشار بر روی لوح‌های نوری مانند دی‌وی‌دی، می‌توانند از اینترنت و رسانه جاری مانند نتفلیکس یا فیلیمو یا سرویس‌های رسانه جاری دیگر نیز پخش شوند.
سریال اینترنتی با سریالی که از رسانه خانگی پخش می‌شود، متفاوت است؛ سریال‌های اینترنتی تنها از اینترنت پخش می‌شوند و نسبت به سریال‌های رسانه خانگی و تلویزیون، قسمت‌ها و زمان کوتاه‌تری دارند. به‌طور معمول مدت هر قسمت سریال‌های اینترنتی ممکن است میان ۵ تا ۱۵ دقیقه باشد.

### ابر قهرمانی
دووم پاترول، وانداویژن، سوپرگرل، فلش، استارگرل و پسرها از برترین سریال‌های ابرقهرمانی بر پایهٔ گزارشی در ۲۰۲۱ بوده‌اند.

### سیت‌کام
سیمپسون‌ها، ساینفلد، چیرز، پارک‌ها و تفریحات و پرورش شکست‌خورده به عنوان سیت‌کام‌های پرهوادار شناخته شده‌اند.

### درام
بریکینگ بد، چرنوبیل، جوخه برادران، بازی تاج‌وتخت، وایر، سوپرانوز و چیزهای عجیب پرهوادارترین درام‌ها تا ۲۰۲۰ هستند.

## بخش مالی، هزینه و درآمد
با توجه به این که هر سریال نیاز دارد که همهٔ توانش را برای گرفتن نگاه و توجه مخاطب در قسمت نخست بگذارد، برای ساخت یک سریال، هزینهٔ ساخت نخستین قسمت بالاتر از قسمت‌های دیگر است. بر همین پایه، هزینهٔ ساختن قسمت‌های نخستین سریال‌ها، در بیشتر موارد ۲۰ تا ۴۰ درصد بالاتر از هزینهٔ ساخت دیگر قسمت‌ها بوده‌است. هزینهٔ ساخت سریال‌ها از نخستین قسمت فصل یک تا قسمت پایانی واپسین فصل، یک‌جا حساب می‌شده‌است. مینی سریال اقیانوس آرام یکی از نمونه سریال‌های پرهزینه است. کمپانی‌های آمریکایی تنها در سال ۲۰۱۵ بیش از ۷۰ میلیارد دلار با ساخت سریال‌ها درآمدزایی کردند. در نمونه‌ای، تلویزیون Fox در سال ۲۰۱۴ بیش از یک و نیم میلیارد دلار درآمد داشت و HBO تنها در فصل دوم ۲۰۱۵، ۹۷۱ میلیون دلار درآمدزایی کرده‌است.
بازیگران سریال‌های تلویزیونی از بازیگران هم‌تراز سینمایی، به میانگین دارای درآمد بیشتری هستند.

## بر پایه کشور

### ایالات متحده آمریکا
کمپانی‌های آمریکایی تنها در سال ۲۰۱۵ بیش از ۷۰ میلیارد دلار با ساخت سریال‌ها درآمدزایی کردند. در نمونه‌ای، تلویزیون Fox در سال ۲۰۱۴ بیش از یک و نیم میلیارد دلار درآمد داشت و HBO تنها در فصل دوم ۲۰۱۵، ۹۷۱ میلیون دلار درآمدزایی کرده‌است.

### ایران
بر پایه گزارشی در ۲۰۱۶ م، اقتصاد سینما در ایران قدرت چندانی ندارد اما در برابر آن، بازار شبکه نمایش خانگی در این دوره، ناگهان با رقم‌هایی قابل توجه روبرو شده‌است. در این دوره، آشکار نبودن هزینه و درآمد سینما در ایران، اجازه نمی‌داد که واکاوی‌ای بر آمارهای واقعی این بخش، انجام شود.

### ترکیه
ترکیه سریع‌ترین صادرکنندهٔ سریال‌های تلویزیونی در جهان است و صنعت درام تلویزیونی، نقشی محوری در افزایش محبوبیت ترکیه در آسیا، اروپا، آمریکای لاتین، خاورمیانه و آفریقای شمالی داشته‌است. این کشور دومین صنعت سریال‌سازی جهان را پس از ایالات متحده در اختیار دارد. درآمد ترکیه از صنعت سریال‌سازی‌اش به ۱۳۰ میلیون دلار در سال ۲۰۱۲ رسید و در سال ۲۰۱۷، صادرات تلویزیون ترکیه ۳۵۰ میلیون دلار درآمد کسب کرد.

### کره جنوبی
کی‌دراما یا صنعت سریال‌سازی کره جنوبی ابتدا میان کشورهای آسیای شرقی و جنوب شرقی طرفدار پیدا کرد، سپس کشورهای دیگر نیز جذب سریال‌های کره‌ای شدند. این کشور در سال ۲۰۲۰ درآمد ۱۰٫۸ میلیارد دلاری از سریال‌سازی کسب کرد. شرکت نتفلیکس از سال ۲۰۱۵ تا ۲۰۲۰ بیش از ۷۰۰ میلیون دلار در این کشور سرمایه‌گذاری کرد و همکاری این شرکت با صنعت فیلم و سریال کره جنوبی، در مجموع موجب تزریق ۱٫۹ میلیارد دلار به اقتصاد این کشور شد. در سال ۲۰۲۱، سریال کره‌ای بازی مرکب به موفقیتی جهانی دست پیدا کرد و پربیننده‌ترین سریال تاریخ پلتفرم نتفلیکس شد. این درام کره‌ای خشن از زمان نمایش خود در ۱۷ سپتامبر در سراسر جهان، در مدت تنها ۲۵ روز، توسط ۱۱۱ میلیون نفر دیده شد.
از دیگر سریال‌های کره ای جذاب می‌توان به سریال‌های وینچنزو، نام من و آقای ملکه اشاره کرد.